# Фортье, Ашиль
Ашиль Фортье (фр. Achille Fortier; 23 октября 1864, Сен-Кле, Квебек — 19 августа 1939, Монреаль) — канадский композитор, музыкальный педагог, переводчик.

## Биография
Учился в Монреале у Гийома Кутюра (вокал и гармония) и Доминика Дюшарма (фортепиано), затем в 1885—1890 гг. в Париже, первоначально у Андре Жедальжа, а в последние полгода в Парижской консерватории в классе композиции Эрнеста Гиро (Фортье стал первым канадцем, официально принятым в это учебное заведение).
Вернувшись по семейным обстоятельствам в Канаду, преподавал в различных монреальских учебных заведениях, в 1891 г. дебютировал как певец (тенор) при исполнении Торжественной мессы Амбруаза Тома в Соборе Монреальской Богоматери, в 1892—1893 гг. был его хормейстером. Сочинил ряд хоровых произведений религиозного характера, Торжественный марш и Вальс для оркестра, несколько камерных и вокальных пьес. Выпустив в 1893 году сборник «Двадцать народных песен Канады» (фр. 20 chansons populaires du Canada), стал одним из первых обработчиков музыкального фольклора страны.
В 1900—1924 гг. работал в Оттаве переводчиком при федеральном правительстве Канады, продолжая преподавать в Монреале в сезон правительственных каникул. Долгое время работал над двуязычным франко-английским юридическим словарём, материалы к которому погибли при пожаре в доме Фортье в 1937 году.
В 1928 г. был удостоен Монреальским университетом степени почётного доктора музыки.

## Память
В 1983 г. именем Фортье была названа улица в Монреале. В 1986 г. было основано камерное трио Фортье (вокал, скрипка и фортепиано), записавшее в дальнейшем несколько дисков с канадской музыкой XIX — начала XX веков, включая сочинения самого Фортье.